# 網禪
网禅，全称網禪全球數位科技股份有限公司（WEBZEN Global Digital Entertainment Inc. , NASDAQ：wzen、KOSDAQ：069080）是一家韩国的电子游戏公司，代表作为网络游戏《奇迹》（MU Online）。
网禅於2000年於韓國首爾創立，初期為一小型遊戲開發設計工作室，憑藉著2000年推出的3D化多人線上遊戲《奇迹》一舉成名，打開國際市場，並多次在E3、ChinaJoy等大型多媒體展覽場展出，積極將自身發展成為國際知名遊戲公司，2003年先後在韓國 KOSDAQ、美國 NASDAQ 股票上市，2004到2006年間，先後於台灣、中國大陸、美國創立分公司，營運及開發線上遊戲，並在日本、泰國、印尼、馬來西亞、越南成立合資公司經營旗下線上遊戲產品，並由新繼任的代表理事金南州，發表新的網禪新作品開發計畫，並積極與國外知名製作團隊進行合作，2007到2008年因為一連串負面事件影響下，已由韓國第一大網路營運公司NHN取得經營權，並成為WEBZEN最大股東，而代表理事金南州也在眾多投資者指責下，低調辭去代表理事職務，並退居二線專心於原本已取消開發的新作品研發負責人，而由NHN公司主導新的代表理事由原WEBZEN顧問金昌根擔任。
2010年7月，網禅（Webzen）與NHN Games合併成新的網禅公司，屆時誕生總市值達4千億韓元（約23.6億元人民幣）的大型遊戲公司。運營12款以上網遊，躍居爲韓國第三大網遊公司。（備注：韓國第一爲NEXON，第二爲NCsoft。）

## 历史
由於韓國線上遊戲的蓬勃發展，又以2D平面模式線上遊戲的代表《天堂》的成功，造就WEBZEN投入3D線上遊戲的開發，首款於2000年推出的代表作《奇迹》（MU Online），甫推出便受到韓國遊戲玩家的喜愛，依據韓國遊戲雜誌統計，單日最高付費的上線人數高達15萬人，替WEBZEN於短短12個月內賺進2000萬美金，並一舉擠下《天堂》於韓國遊戲市場的獨占局面，更有網友形容《奇迹》的成功是「讓《天堂》也哭泣的遊戲產品」，於2001－2007年間的統計，WEBZEN於全球有高達300萬的有效在線人數，並有1500萬的註冊會員。
WEBZEN在韓國本部長達四年的經營虧損及事業部門、開發部門的經營(開發)策略錯誤，各項新產品開發陷入關鍵技術無法順利進展，使得新產品開發進入長期的開發延遲、並消耗大量預算狀態，推出的新作品Soul of the Ultimate Nation也未獲得韓國、台灣等地區消費者好評，使其新作品無法獲利。各地子公司長期性的營運虧損，無法貢獻獲利又要求總部支援的情形下，造成WEBZEN及其他分公司只能依靠其舊作品Mu做為其營收來源並勉強營運。
公司經營狀態在爆發一連串惡意併購、長期虧損、重要開發成員離職、核心領導脫離團隊另謀發展、過度裁員造成經營效率下降、海外子公司持續的營運惡化...等影響下，於2008年6月11日確定由韓國第一大網路營運公司NHN轄下的子公司NHN Games收購NEOWAV、Liveplex所持有的股份共10.52%的股份成為其持有股份最大的股東，並取得WEBZEN的經營權。同年9月4日取得前代表理事金南州持有股份共計23.74%，宣告正式取得WEBZEN公司營運權，但是尚不考慮兩公司合併的可能性。NHN擬定將NHN Games及WEBZEN發展成為相互合作，拓展線上遊戲市場的兩大子公司。
2010年7月，網禅（Webzen）與NHN Games合併成新的網禅公司，屆時誕生總市值達4千億韓元（約23.6億元人民幣）的大型遊戲公司。運營12款以上網遊，躍居爲韓國第三大網遊公司。（備注：韓國第壹爲NEXON，第二爲NCsoft。）

## 旗下遊戲產品

### 營運中的電腦遊戲產品
- 奇迹：為WEBZEN開發的第一款遊戲，遊戲介面設計參考歐美最流行遊戲《暗黑破坏神》的介面設計，加入角色扮演遊戲的元素，並大膽採用當時韓國網路遊戲公司未採用3D繪圖設計，其產品雖未設計完全就推出，但是在韓國及受到消費者的關注及好評，於北美E3展參展時，也受到各遊戲廠商的關注，但是近年來無法有效處理遊戲外掛程式、駭客攻擊行為、未授權的私人遊戲伺服器的影響，以及作品也未有重大的功能性更新情形下，目前各國的營運狀況皆普遍不佳，不過仍是WEBZEN的主要營收來源。

- Soul of the Ultimate Nation：作為WEBZEN重要產品MU的第二代產品，在開發過程即受到韓國、台灣、中國大陸等亞洲地區玩家關注，WEBZEN也有意使其成為繼MU後WEBZEN最重要的營收來源，在開發過程中即邀請魔戒的音樂製作人為該作品進行配樂，採用最新3D引擎及強大的美術團隊，積極打造該遊戲畫面品質優於同期產品，但是在其開發團隊中途改變遊戲收費設計，遊戲內容無法取得重大進展、過份樂觀遊戲市場、及營運團隊錯誤的經營策略下，該遊戲目前在韓國已經陷入成長停滯的狀態，而台灣、中國大陸也因為同樣因素陷入虧損的狀態，在NHN收購後，由NHN發佈新的開發計畫，意圖使該遊戲再獲得玩家認同。

- HUXLEY：WEBZEN於歐美的重點指標性產品，於E3展展出受到極大期待度，並獲得多樣大獎，遊戲設計走向大型多人線上第一人稱射擊遊戲，隨後發佈同時開發XBOX360版本，於2008年取消XBOX360版本的開發計畫，並於同年進行韓國版本測試，美國版本則由NHN子公司NHN Games經營，在NHN取得經營權之後，隨後發表HUXLEY再開發計畫，企圖增加遊戲內容度來強化該作品成功的可能性。

- C9:是一款MMORPG分类的大型角色扮演游戏。这款游戏将以超强的画面效果、真实的游戏画质、出色的操作感为特征，在2009年正式面世。《C9》在任何一个动作也不会凭空存在的口号下具有可体验动作性的多种游戏系统，出色的人工智能怪物，还有与玩家角色联动的多种舞台环境，计划给玩家带来逼真的动作游戏乐趣。

- Archlord:是一款史诗风格大型多人在线角色扮演游戏。利用3D引擎画面技术将游戏渲染的更具吸引力，《Archlord》使用的3D引擎是英国CRITERION的Randerware Graphics Engine, 利用它的强大功能，为我们提供了最华丽的游戏画面给玩家。除了游戏画面之外，背景音乐也是一个非常重要的部分，Archlord的背景音乐是由伦敦交响乐团所演奏的，背景音乐超过30首，玩家不仅可以在视觉上得到满足，听觉部分对玩家也成为了一种享受。

- ArchLord2:游戏主要描述隶属光明、黑暗的人类、兽人两大阵营，两个阵营为了争夺世界能源的起源，展开了无尽的战争。游戏包含占领战、攻城战、英雄战、破坏战、暗杀战、帝王决定战、大规模阵营战等多样化对抗内容，加上武器熟练度系统、自由职业系统等设计，让玩家可以培养出独特的角色。

- R2:英文名Regin of Revolution，游戏具有引人入胜的故事情节和丰富的奇幻传说，以中世纪为背景，各个势力之间在假想地带为了天下统一而进行战斗。

### 開發中及停止營運的電腦遊戲產品
- APB：為《俠盜獵車手》創始者David Jones新創的公司Realtime Worlds的旗下重要開發計畫，並隨即與WEBZEN簽訂PC平台全球發行權，遊戲走向以大型多人線上角色扮演遊戲為主，遊戲內容與《俠盜獵車手》相似，隨後又發表XBOX360版本，但是在2008年網禪公司在經營狀況不佳的情形下，於同年將其全球發行權售回Realtime Worlds公司，退出該作品的經營權，目前APB的發行權由Electronic Arts公司取得。

- Project WIKI：該作品做為WEBZEN瞄準可愛風角色扮演遊戲市場的主力產品，遊戲設計採用與World of Warcraft相同的遊戲設計內容，但是同樣在遊戲無法取得重大進展、關鍵技術無法突破、遊戲內容無法擴充的情形下，很快的停止該遊戲的開發計畫，在NHN收購WEBZEN經營權之後，該遊戲由NHN發佈再開發計畫，目前該作品仍在開發中。

- Parfait Station：WEBZEN重要的網路遊戲計畫，融合角色扮演及射擊技巧，於2007年12月開放進行測試，其作品因為內容度過少，及遊戲性質並未如宣傳具有高度的遊戲性，同年由WEBZEN宣布停止開發並關閉伺服器及官方網站，並列入觀察是否再開發的技術產品，該遊戲由NHN取得營運權後發佈再開發計畫，不過目前為止該官方網站僅保留網址，網頁內容改為WEBZEN官方網站內容。

- Kingdom of Warriors：由WEBZEN在中國大陸另外成立的子公司WEBZEN China成立於中國大陸當地的開發團隊，除製作人擔任者為韓國人之外，其技術、內容、製作皆採用中國大陸當地的技術人員，遊戲內容參考日本KOEI公司所開發的《真‧三國無雙》的打擊設計，並參考融入KOEI公司開發的三国志系列的城池經營設計，遊戲獲得中國大陸玩家及遊戲網站極大的關注及報導，作為WEBZEN公司瞄準在地化遊戲的主力產品，但是在開發進度嚴重落後、遊戲內容不佳、無法做到優於同性質遊戲、開發團隊之間溝通不良的情形下、遊戲已經低調停止開發，在WEBZEN營運不善的情形下，開發團隊已經低調解散，WEBZEN China也縮減為僅幾位員工留守營運。

- Mu2：原WEBZEN公司在未被收購前，秘密進行的新產品開發計畫，該計畫由原Mu技術長進行開發，但是在WEBZEN公司營運出現問題，以及技術長及其相關開發團隊的離職，造成該開發計畫終止，NHN取得WEBZEN經營權之後，在NHN支持下恢復該開發計畫，並由WEBZEN前代理理事金南州先生主持，該產品為WEBZEN在NHN收購及組織重整完成後的重要開發計畫，該技術在WEBZEN公司公布的新聞稿中表示，將應用新購買的3D繪圖引擎，以及原WEBZEN頂尖的美術團隊進行開發。据最新消息称，MU2online将于2月22日韩国开测，网上目前已流传了MU2online的第二部视频及相关角色截图。[2]

- T Project：由Blizzard公司離職員工所創辦的線上遊戲開發工作室Red5 Studio，並由WEBZEN公司提供資金協助開發的次世代網路遊戲作品，開發作品的計畫名稱即稱為「T-Project」，依據2009年6月的中國大陸網路媒體指稱，該計畫隨著WEBZEN公司被NHN Games收購，並關閉WEBZEN北美分公司後，以開發時程過久，投入資金過於龐大，並且現階段需要籌措WEBZEN公司營運資金為主要目的，停止該計畫的資助，並將該作品的版權歸還Red5 Studio，做為終止合作投資的協定。[3]

### 開發中及停止營運的電視遊樂器遊戲產品
- APB（XBOX360）：為Real Time Worlds移植PC版的HUXLEY到XBOX360平台上，隨後即與WEBZEN簽訂該平台的全球代理權，開發目的是為達到PC與XBOX360玩家可透過不同平台在同一伺服器進行遊戲，是WEBZEN於歐美的重點指標性產品，於E3展上獲得多項大獎，遊戲走向以大型多人線上角色扮演遊戲為主，遊戲內容與《Grand Theft Auto》相似，但是在WEBZEN營運不善及放棄全球發行權之後，該作品營運權目前已經不屬於WEBZEN公司所有。

- HUXLEY（XBOX360）：為WEBZEN移植PC版的HUXLEY到XBOX360平台上，目的是希望XBOX360的玩家，可以跟PC版本的玩家在同一伺服器進行遊戲，是WEBZEN於歐美重點的指標性產品，遊戲設計為大型多人線上第一人稱射擊遊戲，同樣受到WEBZEN公司營運不善影響，該移植計畫已經終止。

- Endless Saga（PlayStation 3）：為WEBZEN依據PS3的開發平台，所設計的電視遊樂器型的線上遊戲，主要開發計劃偏向以大型多人線上角色扮演遊戲為主。但是開發品質無法達到要求，且遊戲內容無法充實，於2006年低調終止開發計畫。

## 分支机构

### 分公司
- WEBZEN Taiwan inc.：為區隔台灣與中國大陸因正體中文與簡體中文產生的市場隔閡，於台灣設立資產獨立的子公司，營運於韓國代理的網路遊戲，及WEBZEN所開發的商品，主要瞄準正體中文網路遊戲市場，2007年在公司內部營運團隊變更的情形下，做為WEBZEN第一個海外子公司，WEBZEN Taiwan首度嘗試代理非韓國總部所開發的遊戲，但是受到本身營運不善及韓國總公司遭收購的影響下，WEBZEN Taiwan於2008年11月月份進行企業營運規模縮減計畫，除裁撤30%員工之外，公司經營規模也縮減一半，來減少必要的營運支出，2009年11月再為企業瘦身而裁員。

- WEBZEN China inc.：為發展亞洲線上遊戲設立的開發公司，並不負責營運項目，目前積極開發Kingdom of Warriors網路遊戲，但是在開發產品未獲得重大進展、自身並沒有營運收入的影響因素下，開發產品已經停止開發，也已解散開發團隊，目前該子公司已經陷入近乎停止營運的狀態。

- WEBZEN America inc.：為WEBZEN公司發展歐美線上遊戲設立的開發公司，並營運旗下產品，同樣受到總部營運不善的情形，以及自身並未有營運收入的情形下，該公司已經在NHN收購WEBZEN總部後低調解散，但是仍保留其公司的名稱存在，但是該子公司已經停止營運，目前WEBZEN所有在北美的遊戲均交由NHN子公司NHN Games營運。

### 合作與合資企業
- The 9 Webzen：與第九城市合資成立，營運中國大陸地區的MU及Soul of the Ultimate Nation網路遊戲，並以高於同時期遊戲產業的代理金額的價格，取得HUXLEY的經營權，但是仍未在中國大陸進行營運。

- Game On：負責營運日本《奇迹》及Soul of the Ultimate Nation網路遊戲。

- New Era：負責營運泰國《奇迹》網路遊戲。

- FTP Communication：負責營運越南《奇迹》網路遊戲。

- Digital Media Exchange：負責營運菲律賓《奇迹》網路遊戲

- Realtime Worlds：與WEBZEN公司簽屬APB全球發行權，而具有合作關係，但是在WEBZEN公司售回發行權後，雙方合作關係即告中止。

- Red5 Studio：與WEBZEN公司取得合作協議，由WEBZEN公司協助成立上海分公司，並投入資金協助開發次世代網路遊戲作品，但是依據中國大陸網路媒體指稱，其合作關係因為受到WEBZEN公司遭NHN Games公司收購，以及公司需要籌措營運資金為目的而宣告終止。

## 爭議問題

### 台灣網禪非法入侵因思銳公司IP事件
2004年WEBZEN設立台灣子公司，並收回其原本代理商因思銳遊戲總局的《奇迹》台灣營運權，所延伸的法律及商業糾紛事件。事件導致原本雙邊合作關係全面破裂，並嚴重影響韓國遊戲界對駐點於台灣持觀望的態度。WEBZEN台灣子公司在母公司授意下收回《奇迹》台灣營運權，並與因思銳發表聯合聲明，和平轉移《奇迹》營運權，但因遊戲點數卡認列等交接爭議，雙方反目成仇，因思銳便向刑事警察局具狀報案WEBZEN及其台灣子公司違法入侵。
依據因思銳發表新聞稿表示，WEBZEN在收回《奇迹》台灣營運權之後，仍非法入侵因思銳防火牆，並有植入IP的違法行為，並直指為前台灣分公司副總經理示意所為，具狀向刑事警察局報案，刑事警察局在進行調查之後，認定WEBZEN韓籍工程師李明根涉嫌，並要求到案說明，WEBZEN台灣子公司WEBZEN Taiwan則發表新聞稿表示其所指控並無證據，並認定因思銳所指的行為為惡意毀謗，依據WEBZEN新聞稿說明，值入IP一事為雙方簽訂代理合約時，因思銳認證WEBZEN一組IP以利於進行遠端維護所用，但因思銳則另外發表聲明稿表明IP入侵時間為其營運移轉之後，實際上已無維護理由，為何還登入因思銳所屬伺服器主機。
針對此事件雙方於其所屬遊戲網站大動作的發表聲明，並互相放話指控對方無理，該案件隨著兩方公司轉趨低調後和緩。此事件也造成韓國遊戲界與台灣遊戲界之間的合作關係造成緊張，對於駐點台灣抱持了觀望的態度，直至2007年才有其他韓國遊戲公司在台灣開設分公司，此事件也同樣加強了韓國遊戲公司將營運市場重心轉向大陸發展。

### 網禪遊戲涉嫌抄襲事件
WEBZEN遊戲公司開發的線上遊戲Project WIKI因遊戲角色設計與日本任天堂遊戲薩爾達傳說角色設計太過相似，引起任天堂關切。2005年2月19日WEBZEN公告Project WIKI的開發中畫面，網友發現主角與薩爾達傳說主角設計極為相似，此事件引起任天堂關切，但於2006年E3展所發表的遊戲畫面可見遊戲角色已經進行了相當程度的修改。

## 相關連結
- 韓國WEBZEN（網禪）公司
- （繁體中文）台灣WEBZEN（網禪）公司
- （英文）WEBZEN GAMES 國際網站 （页面存档备份，存于）